# A Male Governess
A Male Governess est un film américain réalisé par John Francis Dillon, sorti en 1917.

## Fiche technique
- Titre original : A Male Governess
- Réalisation : John Francis Dillon
- Photographie : Edgar E. Blackwell
- Production : Mack Sennett
- Société de production : Keystone
- Société de distribution : Keystone
- Pays de production :  États-Unis
- Langue originale : anglais
- Format : noir et blanc — 35 mm — 1,37:1 — Film muet
- Genre : Comédie
- Durée : une bobine (300 m)
- Date de sortie :
  - États-Unis : 4 février 1917

## Distribution
- Reggie Morris
- Claire Anderson
- Harry Depp
- Jack Henderson
- Patrick Kelly
- Gus Leonard